# حساب الكربوهيدرات

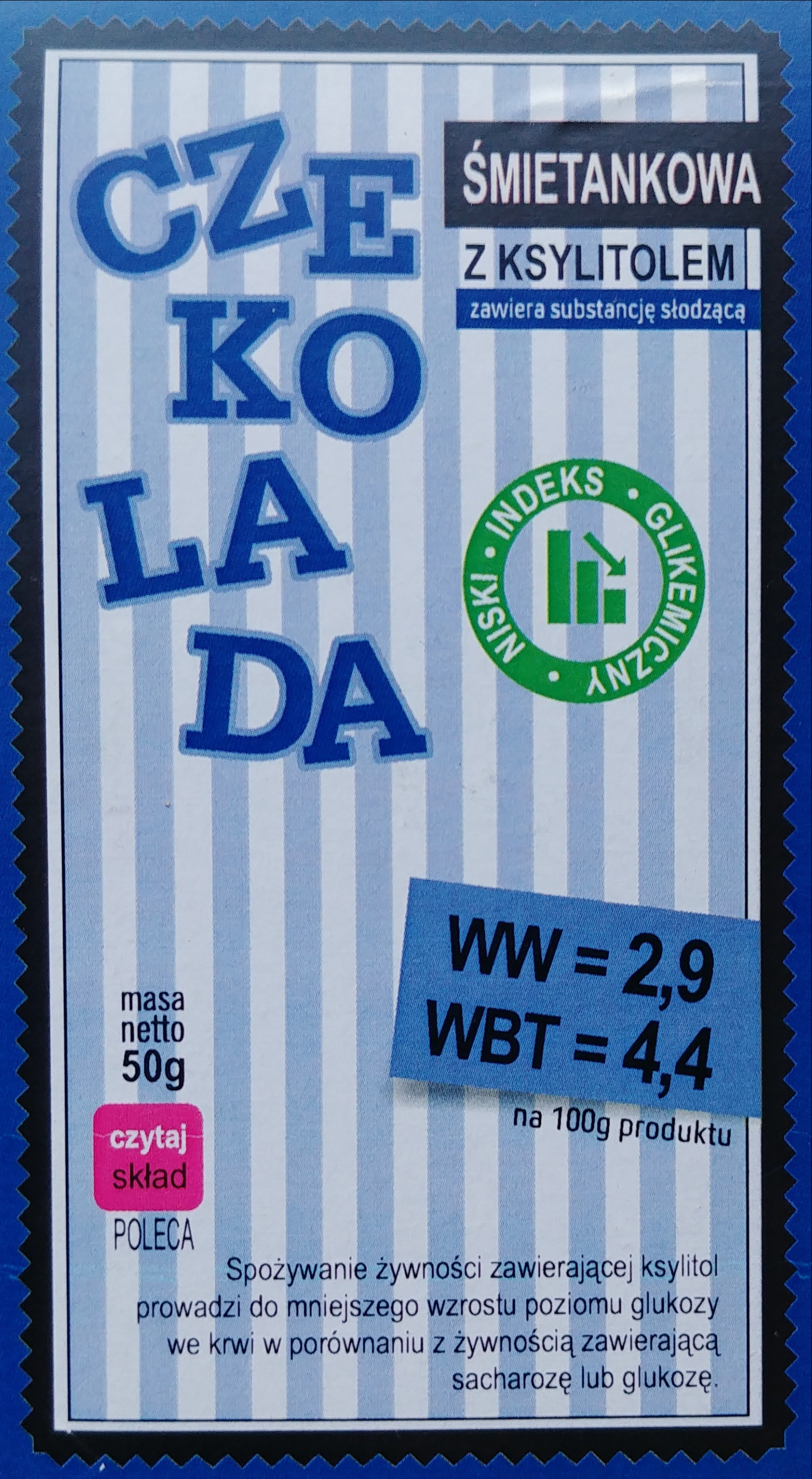

حساب الكربوهيدرات هو أداة التخطيط وجبة المستخدمة في إدارة مرض السكري للمساعدة في تحسين السيطرة على السكر في الدم. يمكن استخدامه مع أو بدون استخدام العلاج بالانسولين. حساب الكربوهيدرات ينطوي على تحديد ما إذا كان البند الغذائي والكربوهيدرات التي تليها تحديد ما بعد ذلك من كمية الكربوهيدرات الطعام في البند.

## الكربوهيدرات
الكربوهيدرات هي واحدة من ثلاثة مغذيات كبيرة موجودة في الغذاء. المغذيات الرئيسية الأخرى هي البروتين والدهون. يعرف الكربوهيدرات في أبسط صوره الجلوكوز وتساهم في ارتفاع نسبة السكر في الدم
في الأشخاص المصابين بداء السكري، يتم إضعاف قدرة الجسم على الحفاظ على نسبة السكر في الدم عند المستوى الطبيعي. الإدارة الغذائية الكربوهيدرات المستهلكة هي إحدى الأدوات المستخدمة للمساعدة في تحسين مستويات سكر الدم. يتم العثور علي محتوى الكربوهيدرات من الأطعمة الكربوهيدرات في عدد من الأطعمة بما في ذلك الفواكه والخضروات النشوية (مثل البازلاء والبطاطا والذرة)، والحبوب واللبن واللبن والبقول، والحلويات. بشكل عام، والاطعمه مثل اللحوم والبيض والجبن والدهون، والخضروات غير النشوية (مثل الخضر والقرنبيط) ليس لديها القليل من الكربوهيدرات. الأطعمة الأخرى خالية من الكربوهيدرات وتشمل كميات صغيرة من بعض التوابل، والقهوة غير المحلية والشاي، والصودا الحرة السكر.
يتم سرد محتوى الكربوهيدرات من الأطعمة علي لوحة حقائق التغذية باسم «الكربوهيدرات الإجمالية». ستقوم بعض العلامات الغذائية بسرد أنواع معينة من الكربوهيدرات، مثل: ألياف، السكر، أو الكربوهيدرات الأخرى. مع العد الكربوهيدرات، ويستخدم «الكربوهيدرات الإجمالية» كمجمل الكربوهيدرات. ويمكن القيام به عد الكربوهيدرات اما باضافة جرامات من إجمالي الكربوهيدرات أو أضافه «وحدات الكربوهيدرات». والكربوهيدرات هي ببساطة 15 جرام من الكربوهيدرات.